# 著作権の保護期間

世界各国を著作権の保護期間の長さ別に分類した地図

著作権の保護期間（ちょさくけんのほごきかん）とは、著作権の発生から消滅までの期間をいう。
この期間において著作権は保護され、著作権者は権利の対象である著作物を、原則として独占排他的に利用することができる。具体的な期間は各国の国内法令に委ねられているが、時代が下るごとに延長される傾向にあり、今日では著作者の生存期間及び著作者の死後70年とする国が多数である。なお、世界181か国（2022年現在）が締結する文学的及び美術的著作物の保護に関するベルヌ条約（ベルヌ条約）が、著作権の保護期間として「著作者の生存期間及び著作者の死後50年」（同条約7条(1)）を原則としていることから、これを下回る期間を設定している国はほとんど存在しない。
なお、実演やレコード、放送などの著作隣接権に係る保護期間は、著作権に係るそれと比較して各国の国内法や条約における取扱に差異があり法的根拠を異にする。国際条約としては、実演家、レコード製作者及び放送機関の保護に関する国際条約（略称：実演家等保護条約、ローマ条約）と許諾を得ないレコード複製からのレコード製作者の保護に関する条約（略称：レコード保護条約）がある。

## 総説

### 著作権の意義と保護期間
著作者の権利の保護の目的は、大きく分けて二つの立場から説明されることが多い。一つは著作物に対する著作者の自然権として捉える立場であり、ヨーロッパを中心とした大陸法圏の国において発展してきた考え方である。もう一つは、著作者に著作物の独占的利用権を与えることによって、著作者に正当な利益が分配されることを促し、その結果として創作活動へのインセンティブを高めることをその存在する理由とする考え方であり、イギリスやアメリカ合衆国を中心とした英米法圏に由来する考え方である。
期間の設定に際しては、著作物の独占利用による著作者の創作意欲の向上という社会的利益と、著作物の利用促進による社会的利益の均衡を図るために、著作権の保護期間は適切な期間に調整されるべきである。そして、この「適切な期間」をめぐってさまざまな立場が存在することになる。

### 著作権消滅の特徴

#### 起算
著作権の消滅時期を定める法制には、死亡時起算主義と公表時起算主義がある。死亡時起算主義は著作者の死亡時を起算時として著作権の消滅時期を決定する主義であり、公表時起算主義は、著作物の公表日を起算日として著作権の消滅時期を決定する主義である。
ベルヌ条約は死亡時起算主義を原則としている（ベルヌ条約7条(1)）。ただし、無名や変名、団体名義の著作物については、著作者の死亡時を客観的に把握することが困難であるため、公表時起算を適用することを容認している（ベルヌ条約7条(4)）。また、映画の著作物についても、公表時起算を適用することを容認している（ベルヌ条約7条(2)）。

#### 保護期間
ベルヌ条約7条(1)によれば、加盟国は、著作権の消滅までの期間を最低でも著作者の死亡から50年としなければならない。著作者の死後50年まで著作権を保護する趣旨は、著作者本人およびその子孫2代までを保護するためであるとされている。
もっとも、より長い保護期間を与えることも認められている（ベルヌ条約7条(6)）ことから、今日では多数の加盟国が様々な要因によって期間を延長しており、原則通り50年の保護期間を設定している国は少数派になりつつある。なお、ベルヌ条約においては保護期間の延長の上限についての記述は存在しない。

## 条約

### 文学的及び美術的著作物の保護に関するベルヌ条約
文学的及び美術的著作物の保護に関するベルヌ条約7条は、加盟国が定めるべき著作権の保護期間の要件を以下のとおり規定している。ただし、加盟国は、より長期間の保護期間を認めることができる（ベルヌ条約7条(6)）。
1. 著作物の保護期間を、著作者の生存期間および著作者の死後50年とする（7条(1)）。
2. 映画の著作物の保護期間を、公衆への提供時から50年、またはこの期間に公表されないときは、製作時から50年とすることができる（7条(2)）。
3. 無名または変名の著作物の保護期間は、公衆への提供時から50年で満了する。ただし、この期間内に、著作者が用いた変名が、その著作者を示すことが明らかになったとき、無名または変名の著作者がその著作物の著作者であることを明らかにしたときは、著作者の死後50年とする（7条(4)）。
4. 写真の著作物および応用美術の著作物の保護期間は、各同盟国が独自に定めることができる。ただし、保護期間は、著作物の製作時から25年より短くしてはならない（7条(4)）。
5. 著作物の保護期間は、著作者の死亡および上記の事実（公衆への提供、製作）が発生した時から始まる。ただし、これらの事実が発生した年の翌年の1月1日から計算する（7条(5)）。
6. 著作物の保護期間は、保護が要求される同盟国の法令が定めるところによる。ただし、その国の法令に別段の定めがない限り、保護期間は、著作物の本国において定められる保護期間を超えることはない（相互主義）（7条(8)）。

### 著作権に関する世界知的所有権機関条約
著作権に関する世界知的所有権機関条約（WIPO著作権条約）の締約国は、ベルヌ条約1条〜21条の規定を遵守しなければならないことを規定し（WIPO著作権条約1条(4)）、著作物の保護期間に関するベルヌ条約7条の規定もその中に含まれる。しかし、写真の著作物については、ベルヌ条約7条(4)の規定の適用を除外している（WIPO著作権条約9条）。したがって、WIPO著作権条約の締約国は、写真の著作物に対して、他の一般著作物と同期間の保護期間を与えなければならない。
日本国も、WIPO著作権条約9条の規定に倣う形で、写真の著作物の保護期間を公表後50年までとしていた著作権法55条を、1996年12月の著作権法改正によって削除した。

### 知的所有権の貿易関連の側面に関する協定
知的所有権の貿易関連の側面に関する協定（世界貿易機関を設立するマラケシュ協定附属書1C、TRIPS協定）は、著作権を含む知的財産権の保護に関して世界貿易機関 (WTO) 加盟国が遵守すべき条件を定めている。
まず、TRIPS協定9条(1)は、WTO加盟国がベルヌ条約1条〜21条の規定を遵守しなければならないことを規定し、その中には7条も含まれる。したがって、WTO加盟国は、ベルヌ条約が定める著作権の保護期間の要件をまず遵守しなければならない。
さらに、TRIPS協定12条は、著作物の保護期間が自然人の生存期間に基づいて計算されない場合の扱いを規定している。同条によれば、WTO加盟国は、著作物の公表の年の終わりから少なくとも50年間（著作物の製作から50年以内に公表が行われない場合には、製作の年の終わりから少なくとも50年間）、著作物を保護しなければならない。

## 各国の状況
世界各国における著作権の保護期間、および保護期間延長に関連する法改正の動向について概説する。なお、2007年1月現在の世界最長はメキシコの「100年」であり、以下コートジボワール（99年）、コロンビア（80年）、ホンジュラス・グアテマラ・セントビンセントおよびグレナディーン諸島・サモア（各75年）と続く。

### 欧州
1993年の欧州連合域内における著作権保護期間の調和に関する指令により義務付けられていることから、著作者の死後70年としている国が多数を占める。その背景には、20世紀半ばにドイツでクラシック作曲家の子孫たち（その多くは、作曲家ではない）が延長運動を行った結果、1965年よりドイツにおいて死後70年が採用され、EU指令においてもドイツの保護期間が基準とされたことが大きいといわれる。その一方、EUでは著作隣接権を公表後50年から延長することについては2004年に断念している。

#### イギリス
著作者の生存期間および死後70年までを保護期間の原則とする。
1996年1月1日までは死後50年までであったが、1995年の「著作権の保護期間と実演家の権利に関する規則」（The Duration of Copyright and Rights in Performances Regulations 1995、以下本節では「1995年規則」）の施行で、ドイツが用いていた保護期間の死後70年間へと変更されることになった。なお、この変更は遡及適用され、かつての法によれば保護期間が満了していた著作物の一部が著作権を回復した。共同著作物は最後に死亡した共同著作者を起点に、無名の著作物は公表時（公表されなかった場合は創作時）を起点に算出する。
映画の著作物は、1956年著作権法においては初演（上演されなかった場合は1938年映画法 (Cinematograph Films Act 1938) の登録年）の翌年から50年存続していたが、1995年規則で改定され、最後の主要な映画制作者（制作者・脚本家・台本家・作曲家）死後70年に延長された。主要な映画制作者なき映画の著作権は初演後70年（上演されなかった場合は制作後70年）存続する。
コンピュータを使って制作された著作物や録音の著作物は、制作後50年存続する。ただし、録音の著作物が前述保護期間に発売された場合は発売年が起点となる。放送もこれら著作物と同じ保護期間を採用している。
イギリス法では活版の配列・工業品の意匠（日本では意匠法で保護される）をも保護対象としており、その期間は商品の販売から25年である。
以上に挙げた著作物の著作者人格権は著作権と同じ期間だけ存続する。

#### スペイン
著作者の生存期間および死後70年までを保護期間の原則とする。
1879年に保護期間を死後80年までと規定したが、1987年に死後60年に短縮し、1993年のEU指令に基づき1995年に死後70年に再延長した。1987年における保護期間短縮は、ベルヌ条約加盟国では唯一の事例であるとされる。なお、保護期間短縮にともなう経過措置では改正法施行時に生存している著作者が既に公表している著作物には短縮された保護期間が適用される一方、既に故人である著作者については経過措置として旧法における死後80年間の規定が維持されている。そのため、パブロ・ピカソ（1973年没）の保護期間は死後80年の2053年までである一方、サルバドール・ダリ（1989年没）の保護期間は死後70年の2059年までである。

#### フランス
著作者の生存期間および死後70年までを保護期間の原則とする。
1997年3月27日制定の改正法によって延長されるまでは死後50年までであった。

#### ポルトガル
著作者の生存期間および死後70年までを保護期間の原則とする。
1948年のベルヌ条約ブラッセル改正に伴う調査では保護期間を「無期限」と定めていたことが知られているが、この規定は1971年のパリ改正までに撤回されている。

### アメリカ合衆国
1978年1月1日以降に創作された著作物については、著作者の生存期間および死後70年までを保護期間の原則とする（合衆国法典第17編第302条 17 U.S.C. § 302(a)）。無名著作物、変名著作物または職務著作物の場合、最初の発行年から95年間、または創作年から120年間のいずれか短い期間だけ存続する（17 U.S.C. § 302(c)前段）。ただし、この期間内に無名著作物または変名著作物の著作者が記録から明らかとなった場合は、保護期間は原則どおり著作者の死後70年までとなる（同後段）。

#### 著作権延長法
1976年著作権法 (Copyright Act of 1976) の規定では、著作権の保護期間は著作者の死後50年まで（最初の発行年から75年まで）とされていた。これを20年延長し、現在の保護期間である死後70年まで（最初の発行年から95年まで）とした改正法が、1998年に成立した「ソニー・ボノ著作権保護期間延長法 (Sonny Bono Copyright Term Extension Act, CTEA)」である。「ソニー・ボノ」の名称は、カリフォルニア州選出の共和党下院議員で、この法案の成立に中心的役割を果たしたソニー・ボノ にちなむ。
1999年1月11日、元プログラマーであるエリック・エルドレッドは、CTEAがアメリカ合衆国憲法1条8節8項（特許、著作権）及び修正1条（表現の自由）に違反するとして、コロンビア特別区連邦地方裁判所に提訴した（エルドレッド対アシュクロフト事件）。しかし、2003年1月15日、合衆国最高裁判所は、CTEAが合憲であるとの最終判断を示した。

### 日本
著作者の生存期間および死後70年までを保護期間の原則とする。
ベルヌ条約加盟に伴い日本に初めて著作権法が導入された1899年当時は、保護期間は死後30年であった。ただし、無名または周知ではない変名の著作物、および団体名義の著作物の著作権の保護期間は、公表後ないし創作後30年までであった。その後数度の法改正により少しずつ延長され、1969年にはこれらの期間は38年までとなっていた。1970年の著作権法全面改正により死後50年までに延長された。2004年1月1日以降は映画の著作物に限り、公表後ないし創作後70年までに保護期間が延長された。平成30年（2018年）12月30日にはTPP11協定発効に伴う改正著作権法が施行され、映画の著作物以外についても著作者の死後70年までに延長された。

## 日本国における著作権の保護期間
日本国はベルヌ条約、万国著作権条約、WIPO著作権条約の締約国である。また、TRIPS協定を遵守すべきWTO加盟国でもある。したがって、これらの条約、協定で定められた保護期間の要件をすべて満たすように、国内法で著作権の保護期間を規定している。なお、本節において日本の著作権法を参照する際には、特記がない限りその条数のみを記載する。
なお、保護期間については前述のとおりである。

### 著作権の発生（始期）
著作権は、著作物を創作した時に発生する（51条1項）。登録を権利の発生要件とする特許権や商標権などとは異なり、著作権の発生のためには、いかなる方式（登録手続き等）も要しない（17条2項）。ベルヌ条約の無方式主義の原則（同条約5条(2)）を適用したものである。

### 著作権の消滅（終期）

#### 終期の原則
著作権は、著作者が死亡してから70年を経過するまでの間、存続する（51条2項）。より正確には、死亡してから70年を経過した年の12月31日まで存続する（著作権法第57条第1項。著作権の保護期間#保護期間の計算方法（暦年主義））。ベルヌ条約7条(1)に対応する規定であるが、2018年12月30日施行改正著作権法により条約（50年間）よりも保護期間は長くなっている。
共同著作物の場合
共同著作物の場合は、最後に死亡した著作者の死亡時から起算する（同項かっこ書）。これは、最後に死亡した著作者が、日本の6条に基づく権利の享有が認められない者（条約非加盟国の国民など）であっても同様であると解する。
また、自然人と団体の共同著作物の場合、本項を適用して自然人である著作者の死亡時から起算するのか、後述する53条1項を適用して公表時から起算するのかが問題となる。この場合、自然人である著作者の死亡時から起算するのが妥当であると解する。保護期間の長い方による方が著作権保護の趣旨に合致するし、公表時起算は死亡時起算が適用できない場合の例外的規定だからである。
保護期間の沿革
一般的な著作物（写真や映画の著作物を除く）の原則的な保護期間は、1899年7月15日に施行された旧著作権法（明治32年法律第39号）では、著作者の死後30年までと規定されていた。その後は、以下のような変遷をたどっている。
- 1962年4月5日 - 死後33年に延長（昭和37年法律第74号、第1次暫定延長措置）
- 1965年5月18日 - 死後35年に延長（昭和40年法律第67号、第2次暫定延長措置）
- 1967年7月27日 - 死後37年に延長（昭和42年法律第87号、第3次暫定延長措置）
- 1969年12月8日 - 死後38年に延長（昭和44年法律第82号、第4次暫定延長措置）
- 1971年1月1日 - 死後50年に延長（著作権法全面改正）
- 2018年12月30日 - 死後70年に延長（平成28年法律第108号、TPP11整備法）

改正された法律の施行前に著作権が消滅していた著作物の場合、延長の対象とならず、著作権の保護期間は1971年改正の場合なら著作者の死後50年、2018年改正の場合なら70年とならないので、注意が必要である。たとえば、芥川龍之介、梶井基次郎、島崎藤村、太宰治、藤田嗣治の作品の著作権の保護期間は以下のとおりとなる。
- 芥川龍之介（1927年7月24日没）の作品の著作権は、1963年1月1日の第1次暫定延長措置が適用されることなく、1957年12月31日（死後30年）をもって消滅した。
- 梶井基次郎（1932年3月24日没）の作品の著作権は、第1次〜第4次暫定延長措置が適用されたが、1971年1月1日の改正法の適用を受けることなく、1970年12月31日（死後38年）をもって消滅した。
- 島崎藤村（1943年8月22日没）の作品の著作権は、第1次〜第4次暫定延長措置および1971年の改正法が適用されたため、1993年12月31日（死後50年）をもって消滅した。
- 太宰治（1948年6月13日没）の作品の著作権は、第1次〜第4次暫定延長措置および1971年の改正法が適用されたため、1998年12月31日（死後50年）をもって消滅した。
- 藤田嗣治（1968年1月29日没）の作品の著作権は、第4次暫定延長措置（第1次～第3次時点では存命のため該当せず）および1971年と2018年の改正法が適用されたため、今後保護期間を変更する著作権法改正がないものと仮定すれば、2038年12月31日（死後70年）まで存続する。

旧著作権法を考慮した著作権の保護期間を表にまとめると、次のとおりである。
| 著作者の死亡日（日本時間）                      | 保護期間                 | 事例 ⇒【その保護期間】 |
| ----------------------------------------------- | ------------------------ | --- |
| 1899年（明治32年）7月14日以前                   | 保護なし                 | 1899年（明治32年）7月14日死去の著作者 ⇒【保護なし】                                                                                    |
| 1899年（明治32年）7月15日 - 1931年（昭和6年）末 | 死後30年まで             | 1899年（明治32年）7月15日死去の著作者 ⇒【1929年（昭和4年）末まで】 1931年（昭和6年）11月27日死去の著作者 ⇒【1961年（昭和36年）末まで】 |
| 1932年（昭和7年）内                             | 1970年（昭和45年）末まで | 1932年（昭和7年）3月24日死去の著作者 ⇒【1970年（昭和45年）末まで】                                                                     |
| 1933年（昭和8年）- 1967年（昭和42年）           | 死後50年まで             | 1933年（昭和8年）2月3日死去の著作者 ⇒【1983年（昭和58年）末まで】 1967年（昭和42年）11月7日死去の著作者 ⇒【2017年（平成29年）末まで】  |
| 1968年（昭和43年）以降                          | 死後70年まで             | 1968年（昭和43年）6月10日死去の著作者 ⇒【2038年末まで】                                                                                |

#### 終期の例外

##### 無名または変名の著作物
無名または変名の著作物の著作権は、その著作物の公表後70年を経過するまでの間、存続する（52条1項本文）。より正確には、公表してから70年を経過した年の12月31日まで存続する（著作権法第57条第1項。著作権の保護期間#保護期間の計算方法（暦年主義））。無名または変名の著作物では著作者の死亡時点を客観的に把握することが困難であるから、ベルヌ条約7条(4)が容認する公表時起算を適用した。
ただし、公表後70年までの間に、著作者が死亡してから70年が経過していると認められる著作物は、著作者の死後70年が経過していると認められる時点において著作権は消滅したものとされる（52条1項但書）。また、以下の場合には著作者の死亡時点を把握することができるから、原則どおり死亡時起算主義が適用され、著作権は著作者の死後70年を経過するまでの間存続する（52条2項）。
1. 変名の著作物において、著作者の変名が、著作者のものであるとして周知である場合（同条2項1号）
2. 著作物の公表後70年が経過するまでの間に、実名による著作者名の登録（75条1項）があったとき（同項2号）
3. 著作者が、著作物の公表後70年が経過するまでの間に、その実名または周知の変名を著作者名として表示して著作物を公表したとき（同項3号）

ここで、「無名の著作物」とは、著作者名が表示されていない著作物をいう。「変名」とは「雅号、筆名、略称その他実名に代えて用いられるもの」（14条）であり、「その他実名に代えて用いられるもの」の例としては俳号、芸名、四股名、ニックネーム、ハンドルネームなどが挙げられる。
また、「周知の変名」とは、その変名が著作者本人の呼称であることが一般人に明らかであって、その実在人が社会的に認識可能な程度に知られている状態をいうものと解する。たとえば、漫画家「手塚治虫」の名は「手塚治」のペンネーム（筆名）であるが、周知の変名でもある。手塚治が「手塚治虫」の名のもとで公表した作品の著作物の著作権は、手塚治（1989年2月9日没）の死後70年の経過をもって消滅する（法52条2項1号）。したがって、手塚治虫作品の著作権は今後保護期間を変更する著作権法改正がないものと仮定すれば、2059年12月31日まで存続する（2018年改正法）。

##### 団体名義の著作物
1899年7月15日に施行された旧著作権法（明治32年法律第39号）では、公表後30年までと規定されていた。その後は、以下のような変遷をたどっている。
- 1967年7月27日 - 公表後32年に延長（昭和42年法律第87号、第3次暫定延長措置）
- 1969年12月8日 - 公表後33年に延長（昭和44年法律第82号、第4次暫定延長措置）
- 1971年1月1日 - 公表（または創作）後50年に延長（著作権法全面改正）
- 2018年12月30日 - 公表（または創作）後70年に延長（平成28年法律第108号、TPP11整備法）

法人その他団体が著作の名義を持っている著作物の著作権は、その著作物の公表後70年（著作物の創作後70年以内に公表されなかったときは創作後70年）を経過するまでの間、存続する（53条1項）。より正確には、公表（または創作）してから70年を経過した年の12月31日まで存続する（著作権法第57条第1項。著作権の保護期間#保護期間の計算方法（暦年主義））。団体名義の著作物においては、著作者の死亡を認定できないため、公表時起算を例外的に適用している。
団体名義の著作物とは、団体が著作者となるいわゆる職務著作（15条）の著作物に限らず、著作者は自然人であるが、団体の名において公表される著作物を含む。（法53条3項）
ただし、上記の著作物の著作者である個人が、上記の期間内に、当該個人の実名、あるいは周知な変名を著作者名として著作物を公表したときは、原則どおり著作者の死後70年の経過をもって著作権が消滅する（53条2項）。

##### 映画の著作物
映画の著作物の著作権は、その映画の公表後70年を経過するまでの間、存続する（54条1項）。ただし、映画の創作後70年を経過しても公表されなかった場合には、創作後70年を経過するまでの間、存続する（同項但書）。映画の著作物の著作者は「制作、監督、演出、撮影、美術等を担当してその映画の著作物の全体的形成に創作的に寄与した者」（16条本文抜粋）と規定されているが、映画が様々なスタッフの寄与によって創作される総合芸術であり、著作者が誰であるかを実際に確定するのは困難であるため、ベルヌ条約7条(2)に従い、公表時起算主義を採用した。
著作権法（昭和45年5月6日法律第48号）の制定時には、映画の著作権の保護期間は公表時から50年であった。しかし、旧著作権法（明治32年法律第39号）では、独創性のある個人名義の映画の著作物については著作者の死亡時から起算して38年間存続することになっていたため、保護期間が実質的に短くなる場合も生じた。このため、2003年の法改正により、保護期間が50年から70年に延長された。
また、1971年（昭和46年）より前に製作された映画作品は、旧著作権法の規定と比べ長い方の期間になるので注意が必要である。
ただし、例えば、旧法下における会社名義や、戦時中の国策団体などの名義による「記録映画」の類については、必ずしも長くなるとは言えない場合も出てくる可能性もある。

##### 写真の著作物
著作権法（昭和45年5月6日法律第48号）では、写真の著作物の保護期間を他の著作物を区別して特別に定める規定は存在しない。したがって、一般の著作物と同様に、写真の著作物の保護期間は死亡時起算の原則により決定される（51条2項）。また、写真が無名・変名および団体名義で公表された場合は、公表後70年が適用される（52条1項、53条1項）。
写真の著作物の保護期間は、旧著作権法（明治32年法律第39号）では発行後10年（その写真が発行されなかった場合は製作後10年）と規定されていた。その後は、以下のような変遷をたどっている。
- 1967年7月27日 - 発行後12年（未発行の場合は製作後12年）に延長（昭和42年法律第87号、暫定延長措置）
- 1969年12月8日 - 発行後13年（未発行の場合は製作後13年）に延長（昭和44年法律第82号、暫定延長措置）
- 1971年1月1日 - 公表後50年に延長（未公表の場合は創作後50年）（著作権法全面改正）
- 1997年3月25日 - 原則著作者の死後50年に変更（WIPO著作権条約への対応）
- 2018年12月30日 - 原則著作者の死後70年に延長（平成28年法律第108号、TPP11整備法）

上記によれば、1956年（昭和31年）12月31日までに発行された写真の著作物の著作権は1966年（昭和41年）12月31日までに消滅し、翌年7月27日の暫定延長措置の適用を受けられなかったことから、著作権は消滅している。また、1946年（昭和21年）12月31日までに製作された写真についても、未発行であれば1956年12月31日までに著作権は消滅するし、その日までに発行されたとしても、遅くとも1966年12月31日までには著作権は消滅するので、1967年7月27日の暫定延長措置の適用は受けられない。したがって、著作権は消滅している。いずれの場合も、著作者が生存していても同様である。
このように、写真の著作物は他の著作物と比べて短い保護期間しか与えられてこなかったため、保護の均衡を失するとして、日本写真著作権協会などは消滅した著作権の復活措置を政府に対して要望していた。しかし、既に消滅した著作権を復活させることは法的安定性を害し、著作物の利用者との関係で混乱を招くなどの理由から、平成11年度の著作権審議会は、復活措置を見送る答申を行っている。
さらに、1996年12月の著作権法改正によって（翌年3月25日施行）、写真の著作物の保護期間を公表後50年までとしていた著作権法55条が削除され、写真の著作物に対しても、他の一般著作物と同等の保護期間が適用されることになった。これは、1996年12月の世界知的所有権機関 (WIPO) 外交会議によってWIPO著作権条約が採択されたことを受けたものであり、同条約9条は、写真の著作物に対して他の一般著作物と同期間の保護期間を与えることを義務づけているからである。改正以前までは公表後50年であったため、著作者が生存中に著作権が切れてしまうことが数多く発生した。この改正によって他の著作物と同等の扱いを受けるようになった。なお、写真の著作物が著作者の死後に公表された場合は改正後のほうが改正前よりも保護期間が短くなってしまうため、改正前に創作された写真の著作物については、いずれかのうち長いほうの保護期間を与えることとされた（附則3条）。

#### 継続的刊行物、逐次刊行物等の公表時
著作物を、冊、号または回を追って公表する場合、著作物を一部分ずつを逐次公表する場合、それぞれ公表時をいつとすべきかについて、56条は以下の通り規定している。

##### 継続的刊行物
冊、号または回を追って公表される著作物について、公表時を起算時として著作権が消滅する場合、その「公表時」とは、毎冊、毎号または毎回の公表時期とされる（56条1項）。
「冊、号または回を追って公表される著作物」の例としては、新聞、雑誌、年報、メールマガジンのような、継続的に刊行、公表される編集著作物、各回でストーリーが完結するテレビの連続ドラマなどが挙げられる。たとえば、テレビアニメ『タイムボカン』（1975年10月4日から1976年12月25日にかけて放送）は毎放送回でストーリーが完結する映画の著作物である。したがって、第1話の著作物の著作権の消滅時期は、公表時を1975年10月4日（第1話公表時）として計算される（著作権法56条1項前段）。そうすると、『タイムボカン』の第1話が自由に利用可能になるのは、今後保護期間を変更する著作権法改正がないものと仮定すれば、公表から70年経過後の2046年1月1日午前0時からである。

##### 逐次的刊行物
一部分ずつを逐次公表して完成する著作物について、公表時を起算点として著作権が消滅する場合、その「公表時」は最終部分の公表時とされる（56条1項）。
「一部分ずつを逐次公表して完成する著作物」の例としては、文学全集、新聞連載小説、ストーリーが連続して最終回に完結するテレビドラマなどが挙げられる。たとえば、NHKの連続テレビ小説『おしん』は最終回にストーリーが完結するものである。したがって、第1話をみても、その著作権の消滅時期は、公表時を1984年3月31日（最終話の公表時）として計算される（著作権法56条1項後段）。そうすると、『おしん』の第1話が自由に利用可能になるのは、今後保護期間を変更する著作権法改正がないものと仮定すると、2055年1月1日午前0時からである。
なお、直近の公表時から3年を経過しても次回の公表がない場合は、直近の公表時を最終部分の公表時とみなす（56条2項）。公表間隔を長くすることにより、著作権の保護期間が不当に延長されることを防ぐためである。

#### 保護期間の計算方法（暦年主義）
上述した「死後70年」、「公表後70年」、「創作後70年」の期間の計算方法には、いわゆる暦年主義が採用されている（著作権法第57条第1項）。すなわち、「70年」の起算点は、著作者が死亡した日、または著作物の公表日・創作日が属する年の翌年1月1日となる（57条、民法140条但書、民法141条）。暦年主義を採用したのは、保護期間の計算が簡便にできること、著作者の死亡時や著作物の公表、創作時がはっきりとしない例が多いことによる。
たとえば、作家池波正太郎（1990年5月3日没）の作品の著作権は、TPP11整備法による保護期間延長の適用を受けるので、2060年5月3日をもって消滅するのではなく、1991年1月1日から起算して70年後である、2060年12月31日をもって消滅する。したがって、著作権による制限なく自由な利用が可能となるのは今後保護期間を変更する著作権法改正がないものと仮定すれば2061年1月1日午前0時からである。

#### 相互主義に基づく保護期間の特例
58条は、ベルヌ条約7条(8)、TRIPS協定3条(1)但書の規定が容認する相互主義を採用している。したがって、著作権法は、ベルヌ条約同盟国または世界貿易機関 (WTO) の加盟国（日本国を除く）を本国とする著作物に対して、それらの本国の国内法が定める著作権の保護期間が、51条〜55条が定める保護期間よりも短いときは、それらの国内法が定める保護期間しか与えない（58条）。
たとえば、日本国ではないベルヌ条約同盟国であるA国の国内法が、映画の著作物の保護期間を公表後50年と定めているとする。「公表後50年」は、日本国著作権法が定める映画の著作物の保護期間（公表後70年、著作権法54条）よりも短い。したがって、A国を本国とする（A国で第一発行された）映画の著作物の保護期間は、日本国著作権法においても公表後50年までしか保護されない。
ただし、日本国民の著作物に対しては、58条は適用しない（同条かっこ書）。したがって、日本国民の著作物は、第一発行国によらず、51条〜55条が定める保護期間が満期で与えられる。

#### 戦時加算
第二次世界大戦における連合国（アメリカ、イギリス、カナダなど）やその国民が有する著作権であって、日本国と当該連合国との間で平和条約が発効した日の前日以前に取得された著作権に対しては、上述の通り認められる通常の著作権の保護期間に加えて、日本国との平和条約第15条(c)の規定及び連合国及び連合国民の著作権の特例に関する法律により、いわゆる戦時加算による保護期間の加算が認められる。第二次世界大戦中は、連合国や連合国民の著作権保護に、日本国は十分に取り組んでいなかったと考えられたためである。加算される期間は以下のとおりとなる。
- 太平洋戦争の開戦日の前日である1941年12月7日に連合国および連合国民が有していた著作権
  - 1941年12月8日から、日本国と当該連合国との間の平和条約発効日の前日までの期間が加算される（4条1項）。たとえば、イギリス、オーストラリア、カナダ、フランス、アメリカまたはその国民の著作権の保護期間には3794日が加算される。この場合、通常の保護期間によれば1978年12月31日をもって保護期間が満了する著作権は、3794日の加算によって、1989年5月21日まで存続する。
- 1941年12月8日から、日本国と連合国との間の平和条約発効日の前日までに当該連合国および連合国民が取得した著作権
  - 著作権の取得日から、日本国と連合国との間の平和条約発効日の前日までの期間が加算される（4条2項）。たとえば、1944年8月1日に、上記連合国またはその国民が取得した著作権の保護期間には2827日が加算される。この場合、通常の保護期間によれば1978年12月31日をもって保護期間が満了する著作権は、2827日の加算によって、1986年9月27日まで存続する。

### 著作権消滅の効果
著作権が消滅すると、著作権による制限なしに、原則として誰でも自由に利用することができる。
ただし、保護期間が著作者の死後70年となる場合を除いては、著作権の消滅後も著作者が生存し、著作者人格権が存続している場合もある。その場合、著作者人格権を侵害する態様で著作物を利用することはできない（18条〜20条）。また、著作者が死亡し著作者人格権が消滅しても、著作者が生存しているならば著作者人格権の侵害となるような利用行為、著作者の声望名誉を害する方法による著作物の利用行為は引き続き禁止される（60条、113条6項）。

#### 二次的著作物の著作権との関係
著作物を翻訳、編曲、変形、翻案して創作された二次的著作物の著作権の保護期間は、原著作物の著作権の保護期間とは独立して認められる。すなわち、創作（翻訳、編曲、変形、翻案）のときに著作権が発生し、著作者（翻訳、編曲、変形、翻案した者）の死亡時期、その二次的著作物の公表時期、あるいは創作時期を起算時として著作権の消滅時期が決定される。
したがって、原著作物の著作権が保護期間満了等の事由により消滅していても、二次的著作物の著作権が消滅しているとは限らない。
たとえば、アメリカ民謡『My Grandfather's Clock』（邦題『大きな古時計』）の作詞者であるヘンリー・クレイ・ワークは1884年に死去したから、歌詞の著作権は存在しない。一方、保富康午（1984年9月19日没）による著名な日本語訳詞の著作権は今後保護期間を変更する著作権法改正がないものと仮定すれば、2054年12月31日まで存続する。したがって、2006年現在、英語による原歌詞は自由に利用可能であるが、保富康午の日本語歌詞を利用するには、著作権法で定められた例外を除いて著作権者（2006年6月現在、日本音楽著作権協会）の許諾が必要である。
逆に、保護期間の相違などから、原著作物の著作権が存続したままの状態で、二次的著作物の著作権が先に消滅する場合もある。この場合、当該二次的著作物を利用するには当該原著作物の著作権者の許諾が必要であり、原著作物の著作権が消滅するまでは、二次的著作物を自由に利用することはできない（28条）。ただし、映画の著作物の利用については、次節のような特別な規定が存在する。

#### 映画の著作物の場合
映画の著作物の著作権が保護期間満了によって消滅しても、その映画において翻案されている著作物（脚本や、原作となった小説や漫画等）の著作権は存続している場合がある。この場合、その映画の利用に関するそれらの原著作物の著作権は、映画の著作物の著作権とともに消滅したものとされる（54条2項）。したがって、その映画の著作物を利用する限りにおいては、脚本や、原作となった小説や漫画等に係る著作権者の許諾を得る必要はない。この規定は、著作権が消滅した映画の円滑な利用を促進することをねらいとする。
ただし、著作権が消滅したものと扱われる著作物は、映画において翻案されたものに限られ、録音、録画されているに過ぎない著作物（字幕、映画音楽、美術品等）の著作権は消滅したものとされない。したがって、映画の著作物を利用するためには、字幕、映画音楽、美術品等に係る著作権者の許諾を得る必要がある。

## 著作権の保護期間に関する裁判例

### 1953年に公表された団体名義の独創性を有する映画の著作物の保護期間
「ローマの休日」事件、「シェーン」事件
2004年1月1日に施行された改正著作権法は、映画の著作物の保護期間を公表後50年から公表後70年へ延長する規定を含んでいた。ただし、施行前に著作権が消滅した映画の著作物に対しては、遡って新法を適用して著作権を復活させることはない。
この新法の解釈に関する文化庁の見解は、「2003年12月31日午後12時と2004年1月1日午前0時は同時」という理由から、1953年に公表された映画の著作物は、新法の適用を受けて2023年12月31日まで保護されるというものである。これに対し、新旧両法の文理解釈からすれば、1953年公表の映画の保護期間は2003年12月31日までであり、2004年1月1日には消滅するという反対の見解もあった。これらの見解の対立は1953年問題ともよばれている。
2006年5月、『ローマの休日』（1953年公開）などの著作権者であるパラマウント・ピクチャーズ・コーポレーション（パラマウント社）が、1953年に公開された映画の著作物の著作権は2023年12月31日まで存続すると主張し、同作品の格安DVDを製造販売しているファーストトレーディング社に対し、同作品の格安DVDの製造販売の差止めを求めて、東京地裁に仮処分の申請を行った。さらに、同年公開の映画『シェーン』についても、別の2社を相手取り、DVDの製造販売の差止めを求めて東京地方裁判所に提訴した。
同年7月、東京地方裁判所は「ローマの休日」の仮処分申請に対し、1953年に公表された映画の著作物の著作権は2003年12月31日まで存続し、2004年1月1日には消滅しているとして、パラマウント社の申請を却下した。また、10月には「シェーン」に対しても同様の理由によってパラマウント社の請求を棄却する判決を言い渡した。
「ローマの休日」の仮処分申請却下を不服とするパラマウント社は即時抗告を行ったが、10月に「シェーン」で敗訴したことを受けて「ローマの休日」については抗告を取り下げた。パラマウント社は「シェーン」についてのみ、知的財産高等裁判所に控訴したが、同裁判所は2007年3月29日、著作権は2003年12月31日をもって消滅したとする一審判決を支持し、パラマウント社の控訴を棄却する判決を言い渡した。
パラマウント社は最高裁判所へ上告したものの、2007年12月18日最高裁は一審、二審の判決を支持。「1953年公表の団体名義の独創性を有する 映画の著作物の著作権の保護期間は2003年12月31日まで」という結論で、この問題は決着した。

### 自然人を著作者とする映画の著作物の保護期間
「モダン・タイムス」事件
2006年7月、チャーリー・チャップリンの映画の著作権を管理するリヒテンシュタインの法人が、『モダン・タイムス』（1936年製作）など複数タイトルのチャップリン映画の格安DVDを販売する東京の2社に対し、格安DVDの販売差止めと約9400万円の損害賠償を求めて、東京地方裁判所に提訴した。
原告の主張によれば、被告2社は『モダン・タイムス』など原告が著作権を保持管理する9作品について、原告の許諾を得ずに格安DVDを販売したことにより、原告の著作権を侵害したとする。
原告は、著作権存続の法的根拠について、旧著作権法（明治32年法律第39号。新著作権法（昭和45年法律第48号）の施行により、昭和46年1月1日廃止。）22条ノ3、3条1項、52条1項、および新著作権法の昭和45年附則7条により、著作権保護期間は著作者の死後38年であることなどを挙げる。すなわち、原告の主張によれば、9作品のうち7作品はチャップリン個人の作品であるため、チャップリンが死亡した1977年から著作権保護期間が起算され、それから38年経過後の2015年まで著作権が保護されることになる。
なお、文化庁は『平成18年度著作権テキスト』の中で、著作権が保護される「映画の著作物」（独創性のあるもの）として、「昭和11年（1936年）から昭和27年（1952年）までに公表された実名の著作物のうち、昭和40年（1965年）に著作者が生存していたもの」を挙げ、原告の主張に沿う見解を示している。
2007年8月29日、東京地裁は原告側の主張を全面的に認め『モダン・タイムス』など7タイトルは旧法の規定に伴いチャップリンの個人著作物と認められ、著作権保護期間は経過措置により2015年まで有効であると判断。さらに『殺人狂時代』（1947年製作）及び『ライムライト』（1952年製作）については2003年改正法の附則第2条（旧法と現行法のどちらかで保護期間が異なる場合は、より長い方を適用する）に基づき、公表後70年が適用されると判断。『殺人狂時代』は2017年、『ライムライト』は2022年まで保護期間が存続するとし、被告側に対し9タイトルの販売禁止と在庫の全量及びDVD製作に使用したマスターの廃棄・約1053万円の損害賠償を命じた。発売業者は知財高裁に控訴したが、2008年2月28日に控訴棄却の判決を下した。
さらに、発売業者は最高裁に上告したが、2009年10月8日、最高裁は上告を棄却し、1、2審判決が確定した。この上告審判決において最高裁は、旧著作権法における映画の著作者を「映画の創作に全体的に寄与した者」と規定し、9タイトルの著作者をチャップリン個人と認定した。その上で、「著作者が実名で表示された場合には、たとえ団体名義の著作物の表示があっても、著作者の死亡時から著作権保護期間が起算される」との初判断を示した。